# Nizina Akan
Nizina Akan (ang. Akan lowlands) – rozległa nizina leżąca w Ghanie, obejmuje dorzecza rzek Densu, Pra, Ankobra i Tano. Wszystkie one odgrywają ważną rolę w ekonomii Ghany. Nizina jest jednym, obok Accra Plains i Delty Wolty, z subregionów przybrzeżnej sawanny wchodzących w skład niziny Low Plains.
W dorzeczu Densu, we wschodniej części niziny znajdują się ważne ośrodki handlowe – Koforidua i Nsawam. Wiele ze znajdujących się na nizinie wzgórz ma skaliste szczyty, dając imponujący wygląd krajobrazowi. Wyższa część dorzecza Pra, na zachód od Densu jest stosunkowo płaska; topografia jest podobna do dorzecza Densu. Obszar ten wykorzystywany jest do produkcji żywności, w tym obfituje w uprawy kakao.